# Convento de Santa Clara de Asís (San Cristóbal de La Laguna)
El convento o monasterio de Santa Clara de Asís y de San Juan Bautista (más conocido simplemente como convento de Santa Clara de Asís) es un convento franciscano situado en la ciudad de San Cristóbal de La Laguna en la isla de Tenerife (Islas Canarias, España). Originalmente fue fundado con el nombre de San Juan Bautista en el año 1547 y fue el primer convento femenino que hubo en Canarias.
En 1978, el convento fue declarado Bien de Interés Cultural, con categoría de Monumento.

## Historia
La inexistencia en las islas de un convento femenino que acogiese a jóvenes que quisieran seguir la vida contemplativa, fue la razón que motivó la fundación de este convento cuando apenas habían transcurrido unas décadas desde la incorporación del Archipiélago Canario a la Corona de Castilla.
Así fue como en 1547 y por disposición testamentaria de Alonso Fernández de Lugo, Comendador de la Orden de Cristo de Portugal y pariente del Adelantado de Canarias, arribaron a Tenerife diez religiosas procedentes de los monasterios de Baeza y Sanlúcar de Barrameda, entre las cuales se encontraban al menos tres tinerfeñas. 
La celeridad de su llegada y la ausencia de un edificio apropiado para la clausura hizo que ocuparan en esta ciudad, el cercano convento de San Miguel de las Victorias (hoy Real Santuario del Santísimo Cristo de La Laguna), de frailes franciscanos, siguiendo así los deseos de su promotor. Debieron pasar treinta años antes de que la Comunidad encontrase su ubicación definitiva; así fue como un nuevo benefactor, Olalla Fonte del Castillo, quien deseando que tres de sus hijas ingresaran en la Orden, ofreció sus casas para que se instalara la comunidad a cambio de acogerlas entre sus novicias.
A partir de entonces, el crecimiento del convento solo se vio frenado por dos hechos dramáticos que pudieron truncar su devenir histórico, el incendio que sufrió el edificio a principios del verano de 1697 y la Desamortización de bienes del clero regular en 1836, pero la merma patrimonial que todo ello supuso no impidió la permanencia de las MM. Clarisas en San Cristóbal de La Laguna.
En 2005 se celebró en este convento la primera edición del Festival de Música Religiosa de Canarias.
Tras la restauración acometida por el Ministerio de Fomento, Gobierno de Canarias, Cabildo Insular de Tenerife y la propia Comunidad, desde 2013 una parte importante del convento sirve de sede al Museo de Santa Clara de Asís para que gran parte de los bienes más preciados que posee pueda ser observada por el gran público. Cuenta con nueve salas en las que se conservan piezas de orfebrería, platería, textiles, escultura y pintura.

## Descripción
El visitante, tras visualizar un video que relata el ayer y hoy de la vida conventual en la planta baja, podrá acercarse a la historia constructiva y restauradora a través de dos maquetas que se muestran en el claustro más antiguo; una dependencia aneja que ha conservado el nombre de su antigua función, De Profundis, expone el altar de plata que preside la iglesia en festividades señaladas, buen ejemplo de la solera que adquirieron los talleres de orfebrería laguneros del siglo XVIII.
Una vez se haya accedido a la planta superior, un espacio denominado Regina Coeli identifica su contenido pues está protagonizado por la Virgen y muy especialmente por la Inmaculada Concepción, devoción tan querida por la orden de San Francisco; ahí se pueden observar diversas versiones de esta advocación mariana tanto en lienzo como en talla, entre las que se destacan la que efectuó el pintor tinerfeño Gaspar de Quevedo, formado en los talleres sevillanos del siglo XVII o las del maestro grancanario Juan de Miranda y el pintor mexicano Francisco Antonio Vallejo, plenamente dieciochescas. No podían faltar en este ámbito las veras efigies de la patrona de Canarias, la Virgen de Candelaria, cuyo original desapareció en 1826, o iconografías que exceden el ámbito hispano, caso del alabastro que reproduce la Virgen de Trapani.
Finalmente, la Sala "Mi Dios y Mi Todo" otorga el protagonismo a los grandes fundadores de la Orden, San Francisco de Asís y Santa Clara de Asís, de modo que aquí están presentes sus reliquias además de lienzos que los figuran, entre los que cabe señalar en el orden religioso la Comida Mística presidida por el Cristo de La Laguna, imagen a cuya difusión tanto contribuyeron aquellas primeras clarisas que llegaron a la ciudad en el siglo XVI. Igualmente importantes son otras representaciones en lienzo o talla de figuras tan señaladas como San Antonio de Padua o el teólogo San Buenaventura. 
No podían faltar aquí las referencias a la historia de las Clarisas en Canarias y algunos de sus personajes, de modo que se hace presente a través facsímiles de los documentos fundacionales del monasterio, del retrato mortuorio y biografía original de la sierva Sor Catalina de San Mateo, que murió en Gran Canaria en loor de santidad, o las llamadas Venerables, retratos mortuorios de monjas que se significaron en el cenobio lagunero.
El esfuerzo económico que la Comunidad está haciendo por restaurar su patrimonio, se puede observar en piezas tan significativas como la Sacra Conversación, de pincel italiano, la tabla de San Francisco de Asís, ambas del siglo XVII, la Inmaculada de gusto americano trazada en el siglo XVIII o el Abrazo de San Francisco de Asís y Santo Domingo de Guzmán, tan vinculado a Cristóbal Hernández de Quintana, quien gozó de una amplia clientela y popularidad durante el Barroco isleño. Como podrá comprobar el espectador, esta es una tarea que no cesa y de ello dan buena cuenta las pantallas informativas que hay en las salas.